# Kapitaalvennootschap
Een kapitaalvennootschap is een term uit het ondernemingsrecht die wordt gebruikt als tegenhanger van een personenvennootschap. Een kapitaalvennootschap wordt gevormd door een rechtspersoon en komt door oprichting tot stand. Een personenvennootschap vindt zijn grondslag in een overeenkomst tussen partijen. 
De bekendste voorbeelden van kapitaalvennootschappen in het Nederlandse recht zijn de besloten vennootschap en de naamloze vennootschap. Een minder bekende variant is een limited liability partnership (LLP), met name gebruikt in de Verenigde Staten en het Verenigd Koninkrijk. 

## Wettelijke regeling
De bijzondere regelingen voor kapitaalvennootschappen zijn in het Nederlandse recht met name in boek 2 van het Burgerlijk Wetboek te vinden. Personenvennootschappen zullen na invoering van de Wet Personenvennootschappen worden geregeld in boek 7 van het Burgerlijk Wetboek, dat ziet op bijzondere overeenkomsten.

## Geschiedenis
Door sommigen wordt de Compagnie van Verre, opgericht in 1594, beschouwd als de oudste kapitaalvennootschap ter wereld.